# 鲁肃
鲁肃（172年—217年），字子敬，徐州临淮郡东城县（今安徽省定远县）人，東漢末年东吴將領、軍事家、戰略家、外交家、政治家，为孫權策劃未來戰略藍圖榻上策，在周瑜去世后接替其職務。十分積極提倡聯劉抗曹，與諸葛亮十分友好結成孫劉聯盟。現代人受三國演義影響，將周瑜、魯肅、呂蒙、陆逊合稱為四大都督，但事實上魯肅並沒有擔任過都督一職。

## 生平

### 少壯輕狂
幼時出生后不久，父亲就去世了，由祖母抚养成人。魯肅家庭財產顯富，性格好交施與，身體及樣貌魁梧奇特，少年的時候有壯烈的節操，喜歡用奇計。天下將要禍亂，所以學習擊劍和騎射，招集少年，給他們衣服食物，往來於南山之中狩獵，暗中部署，並講授武事及訓練習兵。父老鄉親都說：“魯氏衰落，正因為生了這個狂兒！”當時天下已經大亂，魯肅不治理家事，標價賣出田地，以财赈济貧窮的人和結交有志之士為責任，非常得鄉土之人歡心。

### 囷米之交
周瑜當時是袁術勢力的居巢長，率領數百人有意找魯肅問候，並請求糧食物資。魯肅家有兩個圓形的糧倉各存有三千斛米，魯肅即用手指指其中一個糧倉贈給周瑜，周瑜覺得魯肅與眾不同，遂即與他結交為如子産和季札那樣密不可分的好友情誼。袁術聽到魯肅的名聲，任命他為東城長。

### 英風雅奇
後來魯肅看到袁術治理的地方沒有綱紀，不足以成立大事。偕同老弱和輕俠少年等百餘人，南遷到周瑜的居巢。當時群雄並起，中州受到擾亂，魯肅遂對他的部屬說：“中國崩解，寇賊暴亂嚴重，淮、泗之間並非留下生活繁衍後代的地方，我聽聞江東肥沃的土地有萬里，百姓富足兵力強盛，可以避禍，不知道各位會否相隨一起到那片樂土，留意時勢的變化嗎？”屬下大家都從命。於是使細小身弱的在前行，強壯的在後，男女三百多人一起步行。當時州郡的騎兵在後方追至，魯肅等人慢慢移行，保持膽力統帥兵士，並對追兵說：“你們大家都是大丈夫，應當解除大問題。今日天下大亂，有功也沒有獎賞，無功也沒有懲罰，為什麼要相逼呢？”說罷魯肅又立盾牌於前，搭弓引射，箭都射穿了盾牌。追兵也覺得魯肅所說的話合理，而且自己的能力也無法制約魯肅，於是引兵撤退。當時周瑜向東遷徙投奔孫策，魯肅便一起同行，留家庭在曲阿。魯肅渡江遇見了孫策，周瑜將魯肅引薦給了孫策，孫策認為他是雅奇的人。正當要啟用魯肅時，正逢魯肅的祖母逝世，魯肅請求孫策為祖母回到東城安葬守喪。

### 擇君而仕
鲁肃在江东很长一段時間，而正值他的好友劉子揚（可能是劉曄，也可能是另一個人，因為劉曄最後把鄭寶誅殺了）給他寫書來信說道：“當今天下豪傑群雄並起，以閣下的才幹和姿色，與當今大局相適。應當快點將母親接走，沒必要滯留在東城。今有位叫鄭寶的人，現屯在巢湖，擁兵萬眾餘人，所處地肥沃豐富，廬江很多閒人依附他就職，更何況我們這類人呢？縱觀他的形勢，又會聚集博士多識的人，機不可失，閣下請速速前來。”魯肅答應他的邀請。安葬完祖母回到曲阿，打算向北移行。不過周瑜已經把魯肅的母親遷迻到吳郡，魯肅對周瑜說出具體情況。然而孫策當時去世，孫權還在吳郡居住，周瑜對魯肅說道：“當年馬援答覆光武帝：當今的時勢，不但只有君主可以選擇臣子，臣子也可以選擇君主。如今主上親賢士重人才，接納奇才錄用異士，況且我聽聞先世仙人的秘論，承着運勢取代劉氏的人必定起興於東南，推算曆法留意局勢，應驗曆數，最終會構建起帝皇的基業，協合上天的安排，這是烈士依附帝皇各處奔走成就功業的時刻。你已經來到這裡了，閣下也毋須介懷劉子揚所說的話呢！”魯肅聽從他的看法。周瑜再次舉薦魯肅給孫家（孫權），在舉薦的時候說到魯肅的才能適合輔佐當今世代，應當廣求與魯肅相類的人才，如果要成就功業，是不可以令這樣的人才流失到外地的。

### 壟劃之筹
孫權即刻與魯肅相見，與魯肅交談非常愉悅。賓客大家都請辭告退，魯肅亦作告辭離開，但孫權唯獨讓魯肅回來，將榻床合起來二人對飲，孫權密議說道：“如今漢室已經快要傾倒，四方受到如同烏雲一樣侵擾，孤繼承父兄的留下來的基業，希望有齊桓公和晉文公的功業。君既然惠顧於我，請問如何輔佐我呢？”魯肅對孫權說道：“當年漢高祖微不足道地打算尊奉義帝而沒有所成，是因為項羽所害的緣故。今天的曹操猶如當年的項羽，將軍你何只會是齊桓公和晉文公呢？以我魯肅的私見，漢室是不可復興，曹操也不可能一下子消滅。為將軍所計劃，惟有鼎足江東，以觀天下局勢的變化。以此形式規模自立也不會惹來忌恨。為何呢？正因為北方是多戰亂多事發生的地方，可以憑藉這種局勢乘勢發展，剿滅黃祖，進兵討伐劉表，劃長江所有的地方佔為己有，然後建立國號稱帝圖取天下，這就如同高帝建立的大業。”孫權則回答：“如今我是尽力的一方，冀望可以匡扶漢室，你所說的我可能不及。”
張昭非議魯肅不夠謙遜，多有出言詆毀，又對孫權說魯肅年紀小且為人粗疏，不可啟用。但孫權卻並不介意這些，反而加重看待魯肅，與諸葛瑾同為賓客禮待起用，并賜給魯肅母親衣服帏帐，家居各類杂物，魯肅家就如以前般富有。

### 固國強兵
建安十三年（208年），刘表病故，魯肅又向孫權進言：“荊楚之地與我國江東鄰接，水流順延到北方，外連接江、漢之地，內隔着山陵，有如金城一樣的堅固。沃野之地有萬里，士民可以得到富足，如果據有此地，等同建立了帝皇基業的基礎資本。劉表今天雖亡，長子劉琦次子劉琮素來不和，軍中諸將各有依附派別。加上天下梟雄的劉備和曹操有私怨，故此寄于劉表，劉表不喜歡其才能而不用。如果劉備與我們同心協力，上下齊同，則應該安定撫慰，與他結盟。如果有背離異樣，應該另覓打算，以這樣成就大事。我魯肅請求奉命前往荊州，為劉表弔唁，并慰勞其軍中的將領，及勸劉備安撫劉表部下，同心一意，共抗曹操，劉備必定答應。如果能夠成功，則天下可定。如今不快點去那裡，恐怕曹操會先到。”孫權隨即令魯肅去起行。鲁肃到了夏口，聽聞曹操已經出發荊州，魯肅星夜兼程趕路。當到了南郡，刘表儿子劉琮已經降曹。劉備慌張逃竄，打算向南渡江。魯肅走捷徑迎見他，在當陽長坂與劉備相見，向劉備傳達孫權的旨意，及陳述江東的實力，勸劉備與孫權聯合，甚得劉備的歡心。當時諸葛亮跟隨劉備，魯肅對諸葛亮說：“我與子瑜是好朋友（諸葛瑾是諸葛亮的兄長，子瑜是他的字）”即刻二人結交為好友。劉備接着到夏口，派遣諸葛亮到江東會見孫權和魯肅答覆。

### 視畫分明
當時孫權得知曹操打算向江東出兵，並與諸將議論，大家都勸孫權歸降奉迎，唯獨是魯肅不說話。孫權起立去更衣，魯肅追着他到屋簷之下，孫權知道魯肅的意思並執着他的手説：“卿有什麽想説呢？”魯肅對孫權説：“觀察方才眾人的提議，都是專門誤害將軍的，不足以與他們討論大事。今我魯肅可以奉迎曹操，但將軍是不可以。為什麼這樣説呢？今我魯肅奉迎曹操，曹操定會將我歸返到所屬的鄉土，品評我的名聲及地位，在曹操之下從事一名小官，坐牛車，有隨從，與交遊士大夫，慢慢積累升官，免不了做個州郡。但如果將軍奉迎曹操，他會將你安置在哪裡？希望能夠早點定大計，不要採納衆人的建議。”孫權嘆息説：“這群人持有的建議，非常令孤失望；如今卿闡闢的大計，正和孤一樣，這是上天將卿賜給我的。”諸葛亮傳記載魯肅從頭到尾都沒有出現，孫權是“擁軍在柴桑，坐觀成敗”，把一切功勞歸於諸葛亮自己所為。
當時周瑜受到命令到鄱陽，魯肅勸人追周瑜返回議論。接着任命周瑜和行事，以魯肅為贊軍校尉，輔助策劃方案策略。
而裴松之的《魏書》及《九州春秋》記載，曹操征討荊州，孫權大驚，魯肅實際想勸孫權抵抗曹操，並激孫權説：“曹公，是厲害的敵人。剛兼併袁紹，兵馬精銳甚強，乘着戰勝的威勢，討伐喪亂的國家，必定可以攻克。不如派兵幫助，再送將軍的家眷到鄴城，如果不這樣，將有危險。”孫權大怒，打算斬魯肅，魯肅再説：“今事態已經危急，既然有其他的打算，為什麼不派兵援助劉備，而要斬我呢？”孫權頓時明白，之後派周瑜幫助劉備。
東晉的孫盛則認為：吳書和江表傳記載，魯肅一見孫權就說與曹操對抗又討論帝皇的戰略，劉表死後，魯肅作為使者去觀察變化，不可能無緣無故激説孫權勸迎投降曹操。當時勸迎投降曹操的人有很多，為什麼只斬魯肅呢？所以魏國所寫的《魏書》及《九州春秋》的記載是不可信。《三國志集解》分析《三國志》書中充斥著溢美魏晉兩國的歷史，誇大其詞醜化敵國的事情。

### 闡談闊論
之後赤壁之戰大破曹軍，曹操敗走，魯肅從前線遂即率先返回軍中，孫權大請各位將軍迎接魯肅。魯肅將要入殿內拜見孫權，孫權起身以禮相還，並説道：“子敬，孤扶着馬鞍下馬向你相迎，這樣能足以顯揚卿的功勞嗎？”魯肅邊疾走邊説：“未能。”眾人聽到回答後，無不驚愕，魯肅就坐，緩緩舉起鞭説：“希望至尊的威德加附於四海，統括九州，實現帝業，再以安車軟輪召見魯肅，這樣才算彰顯我的功勞了。”孫權拍掌歡笑。

### 弘略遠圖
建安十三年（208年），南郡爭奪戰，周瑜、程普、周泰、甘寧、呂蒙、凌統等與曹仁、徐晃、樂進、文聘等敵將雙方僵持接近一年，劉備乘機在兩軍對峙的時候率兵攻下荊南四郡（桂陽、武陵、零陵、長沙），後來曹操派李通接應撤退的曹仁，關羽在北道截擊，但被文聘及樂進所擊退。戰後，劉備向孫權借地立足，周瑜分南郡長江南岸給劉備，劉備在油口（油江口）作為據點本營，並將油口的孱陵改名為公安，但後來劉備嫌長江南岸的四郡之地，地少不利於自己發展，便到京口謁見孫權求取要荊州北岸的南郡（江陵），周瑜、呂範等人不同意將重要的長江北岸戰略要地南郡（江陵）借給劉備，但惟獨魯肅勸諫孫權借給他，讓劉備方承受前線軍事壓力，一起共抗曹操。曹操當聽聞孫權借地給劉備發展，寫書的時候筆子都跌到地上。
漢晉春秋記載，呂範勸將劉備留下，魯肅説：“不可以。將軍（孫權）雖然神武命世（命世是指傑出的人），然而曹操威望和實力確實強大，而我們剛來到荊州，恩信還沒有確立，很適合將地借給劉備，去安撫那邊的人。讓曹操多一個敵人，而使我們樹立一個同党，這樣是上計啊。”孫權立刻答應。

### 承任繼上
之前，周瑜受病所困，上疏説到：“當今天下正多有戰事，在我周瑜心中日夜所憂，希望至尊能夠預先考慮還沒有發生的事情，然後再安康樂享。當今既與曹操為敵人，劉備又近在公安，接近邊境的百姓又未能依附，應派遣良將鎮撫當地。魯肅的智慧和謀略足以擔任，請求讓他代替周瑜。周瑜隕踣（逝世的委婉詞語）之日，我再沒有所眷懷。”即拜魯肅為武校尉，代周瑜領兵；周瑜軍士所衆四千餘人，所掌管的奉邑四縣皆歸屬魯肅。又令程普接領周瑜為南郡太守，但後來因為借給劉備而轉為江夏太守。魯肅當初住江陵，後來屯於陸口，大施聲威恩澤之行，軍眾增加萬餘人，拜漢昌太守和偏將軍。
建安十九年（214年），跟從孫權攻破皖城，轉升為橫江將軍。

### 先禮後兵
建安二十年（215年），在這之前（208年）時，益州牧劉璋法度維繫猶豫頽廢，周瑜和甘寧一起勸諫孫權入蜀，孫權諮詢劉備意見，打算約劉備一起圖取益州，并派遣使者對劉備説道：“米賊張魯在巴、漢兩地自居為王，曹操一直都有留意住，有圖取益州的打算。劉璋不懂軍事，不能自守，若曹操得蜀地，荊州則會很危險。今打算先攻取劉璋，再進攻張魯，首尾相連，統一南方（吳楚）。就算有十個曹操，也沒有憂慮。”。不過劉備心裡暗藏獨自圖取益州劉璋的打算，仍然謊稱説：“益州民強富壯，土地也有險阻，劉璋雖然弱，但是足以自守。如今在蜀、漢大規模發兵，這樣逆勢之運會留於萬里，如果行使戰爭攻取，雖然一定不會失利，但孫、吳就會有麻煩。議論者見曹操在赤壁失敗，都説用武力使人屈服的他，不會再有遠征的想法；但今勢三分天下曹操已經有其二，他已有再次通過戰爭來獲得滄海的打算，一直靜觀吳會，哪會肯坐着防守到老呢！而同盟無故自己互相攻伐大家，這樣會給曹操有機可乘，乘我們的間隙乘虛而入，這個不是長遠的計策。而且我劉備與劉璋同為宗室，希望憑藉英靈，以匡扶漢室。如今劉璋得罪將軍（孫權）左右，我內心獨懼且肅立不安，不敢聽從我所聽到的說話去做（攻蜀），希望您能加恩寬恕對待。如果我的請求沒有得到答覆，我劉備必定披頭散髮回到山林。”但後來劉備向西圖取吞併劉璋領地，孫權知道後憤怒地説：“狡猾之徒竟然敢使詐。”
資治通鑒記載，孫權不答應劉備的回覆，強行并派孫瑜率水軍到夏口。劉備不讓軍隊通過，且對孫瑜説：“如果你取蜀，我劉備必定披頭散髮回到山林，我不能失信於天下啊！”留關羽屯兵鎮守於荊州江陵，張飛屯於秭歸，諸葛亮據守南郡，劉備親自到孱陵（公安）駐守，孫權惟有讓孫瑜回來，但後來劉備獨吞蜀地，孫權憤怒地説：“狡猾之徒竟然敢使詐。”。
及後關羽與魯肅在鄰界，雙方軍隊多次發生互相猜疑，戰場經常出現糾紛摩擦，魯肅經常以歡好的態度安撫雙方。劉備在當時已經得到益州，孫權派諸葛瑾為使者向劉備索求長沙、零陵、桂陽三郡，劉備不接受旨意，則説：“等我取得凉州後，平定涼州，定當以整個荊州給予（將手上荊州給與吳）。”孫權憤怒，孫權遂即派遣呂蒙率衆將進兵圖取；孫權從秭歸進駐到陸口，呂蒙以閃電式攻取了三郡，孫權并置長吏於三郡，留孫河（一說是孫茂，孫河早在204年已死）駐留三郡，而呂蒙則與孫皎、潘璋等人從三郡引軍轉戰到益陽支援魯肅，劉備知道後親自返回到公安，劉備便派遣關羽爭奪回三郡，關羽將三郡長吏儘數驅逐。魯肅被派往到益陽與關羽對峙，并邀請關羽相見，提出大家在各駐兵馬百步騎上前交涉，但請將軍單刀到會。魯肅打算親自與關羽相會交談，衆將恐怕會發生什麽變數，大家都勸他不要前往，魯肅説：“今日的事情，應該互相把事情説清楚。劉備有負我們國家，是非還沒有定論，關羽亦豈敢以私怨殺我？”之後急行去赴會關羽。

### 單刀赴會
在談判對話中，魯肅數次怒斥關羽：“國家本以心將土地借給你們，是因為你們兵敗從遠方而來，而且又沒有立足的資本。現在你們已經得到益州，既然沒有奉還土地的意思，但今日只求三郡，又不答應從命。”說話還沒有完，坐上有一人説：“擁有此土地者，只有大德的人才配擁有，這樣再清楚不過！”魯肅嚴厲大聲地叱喝，言辭和神色十分嚴切。關羽拿刀起身説：“這個是我們國家的家事，這個人知道什麽！”關羽用眼示意他離開。
《吳錄》記述是，關羽説：“烏林一戰，左將軍（劉備）身在軍旅作戰，睡覺的時候也不脫鞋子，竭盡全力破魏，豈能説徒勞無功也沒有一塊地，而足下來這裡打算收回土地嗎？”魯肅説：“並非如此。開始與劉豫州在長坂坡相見，他自己的部衆連一校（1000人）都不足，計策窮盡也極其憂慮，意志和勢頭已經被摧毀得成弱勢，只有向遠方逃竄，想不到會有今天的成就。主上（孫權）可憐劉豫州沒有棲身之所，不惜地把當地（蒼梧）及士族人才劃給劉備治理，使有所庇護遮蔭的地方以接濟幫助他的困難，而劉豫州自私自利且矯飾矯情，損害道義及破壞友好關係。今已經以假意得到西川州郡，又打算兼併荊州的土地，這樣連凡夫俗子也不能容忍的行為，何況更是統治一方人物的領袖嗎！魯肅聽聞貪而放棄義，這樣的行為必然會開始起禍。你與兒子家屬擔當重鎮大任，卻不能明白這個道理和處分，以義為輔助的時候，反而持強淩弱以圖取力爭，師出無名且難成大事，將來又如何獲取救助呢？”關羽無言以對。當時曹操打算攻取漢中，劉備懼怕兩面受敵丟失益州及荊州，派遣伊籍為使前去向孫權求和。孫權派諸葛瑾覆命報告結果，雙方達成湘水之盟，並歸還零陵郡給劉備，以湘水為界，東邊的長沙、桂陽、江夏為孫權擁有，西邊的南郡、零陵、武陵為劉備所擁有，遂即兩軍停戰。孫權留呂岱鎮守長沙，濮阳逸為长沙太守。
建安二十一年（216年），曹操封為魏王，而孫曹兩軍在濡須對峙。在這個時候，長沙郡安成縣的縣長吳碭與中郎將袁龍響應關羽的號召在攸縣同醴陵縣再次發起叛亂。孫權抽不開身，派遣鎮守陸口的魯肅到長沙郡幫助呂岱，魯肅討伐佑縣，而呂岱討伐醴陵縣。最終吳碭被魯肅打敗而突圍逃跑，敗走到故鄉交州。而袁龍則被呂岱砍殺，平定了長沙郡叛亂。

### 糾韻病离
建安二十二年（217年），鲁肃病逝，享年46岁。孫權為其舉辦喪事，親临為其喪葬。诸葛亮也為他发丧。孫權在稱帝封尊號的時候，登壇對衆卿家說：“當初魯子敬早已經預料到會這樣，這果然是明於見時勢也。”。
魯肅為人方正嚴肅，不善於玩賞配飾，內外節儉，不喜歡流俗的喜好。治軍和整頓必行使禁令，雖然在軍旅，但是手不釋卷。又擅長談論及能譔寫文辭，思慮及度量宏遠，擁有超過他人的能力。周瑜之後，魯肅為首冠。

## 逸聞
- 魯肅認為呂蒙是武夫出身而輕視他，在他前往陸口期間，經過呂蒙屯軍處，有人向魯肅說：「呂將軍功名日顯，不能以昔日眼光看待，先生應與他洽談一下。」魯肅聽從其建議，決定造訪呂蒙。呂蒙置酒接待，酒酣之時，呂蒙問魯肅：「先生受主公重任，現要與關羽鄰接，你將有甚麼計略，以備不測？」魯肅隨意應說：「隨機應變。」呂蒙便說：「如今東西雖共為一家，但關羽終歸乃熊虎之士，計略又豈能不事先預定？」又說：「兄長如今代公瑾之任，既有相當難度，又與關羽此等人物為鄰。關羽此人長而好學，讀左傳略時，皆琅琅上口，朗讀時聲線梗亮而有雄氣；可是其性格頗為自負，喜歡凌駕於人上。如今與其為對手，實該有方略去應付他。」然後，呂蒙便向魯肅籌畫五條祕策（或說呂蒙只陳三策），魯肅大為驚佩，秘受呂蒙所贊畫的策略，更越席走到呂蒙身邊，以手拊其背說：「我昔日以為大弟只懂得武略，但以今日的情況而言，大弟學識英博，已非當日的吳下阿蒙了。」呂蒙便回答：「士別三日，即更刮目相待。」。
- 孫權遷都建業，與文武大臣開大會時，向嚴畯說：「我以往曾經將魯子敬比作鄧禹（漢光武帝劉秀將他比作蕭何一樣的首席謀臣），將呂子衡（呂範）比作吳漢，而你們眾人都未有作出回應，現在有甚麼結論了嗎？」嚴畯退席後便向孫權說：「臣未能解通您的暗示，如果您只是純粹讚譽魯肅與呂範的話，這兩個比喻就似乎有點言過其實。」孫權解釋說：「當年鄧禹見光武帝的時候，光武帝只是受命於更始帝，擔任大司馬撫軍於河北，尚未有成為帝王的志向。鄧禹便勸勉他鼓起復興漢業之心，因此光武立國可說是由鄧禹之論以開其端的。魯肅為人英爽，又多計略，首次跟我談論大事時，便已論及成就霸業之計，這一點與鄧禹十分相似，因此我以其為比喻。呂子衡為人忠篤亮直，雖然有崇尚奢華的毛病，但他能做到處處以公務為先，因此這並不能成為他的缺點。自從他離開袁術跟從兄長以來，吾兄作大將，他就擔任部曲，此後經常為兄長的事情憂心，更請求自為都督，協助兄長管理軍務，一直勤奮不已，這一點與吳漢十分相似，因此我又以其為比喻。這兩個比喻都有其根據，並不是純粹因我個人好惡而隨意提出的。」嚴畯聽罷方才感服。
- 據《搜神記》記載，孫權病時，派人到府上觀看不祥，巫啟看見一條鬼的絹巾，像是大臣將帥。當夜，孫權夢見魯肅進來，穿着差不多的衣巾。[16]

## 子孙
- 魯淑，鲁肃遗腹子，封侯
- 鲁睦，鲁肃之孙，嗣侯

## 评价
- 孙权：“此诸人持议，甚失孤望；今卿廓开大计，正与孤同，此天以卿赐我也。”“昔鲁子敬尝道此，可谓明於事势矣。”“孤亦子敬英爽有殊略，孤始与一语，便及大计，与禹相似，故比之。”“孤与宴语，便及大略帝王之业，此一快也。后孟德因获刘琮之势，张言方率数十万众水步俱下。孤普请诸将，咨问所宜，无适先对，至子布、文表，俱言宜遣使修檄迎之，子敬即驳言不可，劝孤急呼公瑾，付任以众，逆而击之，此二快也。且其决计策，意出张苏远矣；后虽劝吾借玄德地，是其一短，不足以损失二长也。周公不求備於一人，故孤忘其短而貴其長，常以比方鄧禹也。子敬答孤书云：‘帝王之起，皆有驱除，羽不足忌。’此子敬内不能办，外为大言耳，恕之，不苟责也。然其作军，屯营不失，令行禁止，部界无废负，路无拾遗，其法亦美也。”[17]
- 張昭：“年少粗疏，未可用。”
- 陈寿：“少有壮节，好为奇计。家富于财，性好施与。”“曹公乘汉相之资，挟天子而扫群桀，新荡荆城，仗威东夏，于时议者莫不疑贰。周瑜、鲁肃建独断之明，出众人之表，实奇才也”。[18]
- 周瑜：「魯肅智略足任，乞以代瑜。」「魯肅忠烈，臨事不苟，可以代瑜。」
- 《吴书》：“又善谈论，能属文辞，思度弘远。周瑜之后，肃为之冠。”
- 陆机：「周瑜、陆公、鲁肃、吕蒙之畴入为腹心，出作股肱。」
- 袁宏：「昂昂子敬，拔迹草莱。荷檐吐奇，乃构云台。」
- 严从：「周瑜、鲁肃，咸起诸生，鹗视乌林，鹰扬赤壁。然肃为布衣，当襄汉之际，标卖田宅，分财结士，以求人杰：此其志不小也。公瑾推第於孙策，子敬辍粟於周郎：咸有异於人者也。」
- 孙元晏：「斫案兴言断众疑，鼎分从此定雄雌。若无子敬心相似，争得乌林破魏师。」
- 周昙：「轻财重义见英奇，圣主贤臣是所依。公瑾窘饥求子敬，一言才起数船归。」
- 章如愚：「至于三国，各自据其土而成鼎峙之势，亦诸人之力也。故在魏，则荀攸、贾诩之算无遗策，郭嘉、刘晔之才策谋畧，管宁之渊雅高尚，毛玠之典选清正；在吴，则周瑜、鲁肃之俦入为腹心，出为股肱，甘宁、凌统之徒奋其威，黄盖、蒋钦之属宣其力；在蜀，则诸葛孔明之长于治国，费祎、董允之志虑忠纯，向宠之性行均淑，皆一时之人杰也。」
- 洪迈：「孙吴奄有江左，亢衡中州，固本于策、权之雄略，然一时英杰，如周瑜、鲁肃、吕蒙、陆逊四人者，真所谓社稷心膂，与国为存亡之臣也。」
- 陈亮：「又二百余年，遂为三国交据之地，诸葛亮由此起辅先主，荆楚之士从之如云，而汉氏赖以复存于蜀；周瑜、鲁肃、吕蒙、陆逊、陆抗、邓艾、羊祜皆以其地显名。」
- 林光朝：「当时称之为长才无或异辞者，吴有周瑜、鲁肃、吕蒙、陆逊，蜀有诸葛孔明，是皆一方隽才也。」
- 程公许：「蜀将如关、张、庞统，吴将如周瑜、鲁肃，志长命短，天下重惜之。而马超、黄忠、赵云、费祎、吕蒙、程普、步骘、甘宁辈皆智勇绝伦，足以当一面。」
- 刘祁：“已而诸豪割据，士大夫各欲择主立功名，如荀攸、贾诩、程昱、郭嘉、诸葛亮、庞统、鲁肃、周瑜之徒，争以智能自效。”
- 王义山：「某仰惟某官学通六艺，忠贯三精，其谋略则荀攸、贾诩之密，其经济则周瑜、鲁肃之英，其吟啸则谢安、庾亮之雅，其牧御则羊祜、陆逊之仁。」
- 江用世：「夫肃在当时，其智计上不参公瑾，次似不敌子布，而何其有成画于胸中至与孔明隆中之筹相印合也？」
- 王夫之：「身任天下之重，舍敦信而趋事会，君子之所贱，抑英雄之所耻也，功隳名辱而身以死亡，必矣。欲合孙氏于昭烈以共图中原者，鲁肃也；欲合昭烈于孙氏以共拒曹操者，诸葛孔明也；二子者守之终身而不易。子敬以借荆资先主，被仲谋之责而不辞；诸葛欲谏先主之东伐，难于尽谏，而叹法正之死。盖吴则周瑜、吕蒙乱子敬之谋，蜀则关羽、张飞破诸葛之策，使相信之主未免相疑。然二子者，终守西吊刘表东乞援兵之片言，以为金石之固于心而不能自白，变故繁兴之日，微二子而人道圮矣。」「然而肃之心未遽忿羽而堕其始志也，以义折羽，以从容平孙权之怒，尚冀吴、蜀之可合，而与诸葛相孚以制操耳。身遽死而授之吕蒙，权之忮无与平之，羽之忿无与制之，诸葛不能力争之隐，无与体之，而成谋尽毁矣。肃之死也，羽之败也。操之幸，先主之孤也。悲夫！」
- 王士桢：「将相江东美，英风压上流。鲁公最忠烈，慷慨借荆州。」
- 屈大均：「汉唐以来善兵者率多书生，若张良、赵充国、邓禹、马援、诸葛孔明、周瑜、鲁肃、杜预、李靖、虞允文之流，莫不沉酣六经，翩翩文雅，其出奇制胜如风雨之飘忽，如鬼神之变怪。」
- 吕思勉：「周瑜、鲁肃，亦皆可谓为好乱之士也。徒以二三剽轻之徒，同怀行险徼幸之计，遂肇六十年分裂之祸，岂不哀哉。」
- 黎东方：「孙权下面，懂得政治、深知非联络刘备便不能抵抗曹操，以保持江东的“独立王国”，进一步问鼎中原的，只有鲁肃一人。」
- 白寿彝：「鲁肃始终不渝地坚持孙刘联盟，是因为他看到了联盟的维持与巩固，关系到江东生死存亡的长远利益，这是他目光远大的过人之处。鲁肃一生的活动，证明了他是江东最杰出的政治家、军事家和外交活动家。」
- 龙步根：「东吴谋臣鲁肃，不仅具有一个大政治家的胆略、卓识和政治的、军事的和外交的才能；而且还具有不为一已私利，忠诚于国家大业的可贵品质。因此，在三国众多英雄人物中，东吴的鲁肃可说是叱咤风云的“人杰”了。“推魏氏百胜之举，开孙权偏王之业，威震天下，名驰四海”。在那个精英荟萃的时代，为东吴立下了不朽的勋业。但这样一位杰出的政治家，在《三国演义》中，却被写成一个忠厚而略显平庸的长者，成为诸葛亮和周瑜之间斗智的陪衬，这是不符合历史的真实性的。」「鲁子敬的这种高贵品德，不正是人们感到鲁肃形象的可亲可敬吗？这非周瑜、张昭所能及也。」
- 张大可：「鲁肃是东吴名将，他有智有勇，堪与周瑜媲美，若论高瞻远瞩，深谋远虑，恐较周瑜还略胜一筹；但在《三国演义》中、戏剧舞台上，鲁肃恰似一位仁慈的长者，忠厚有余，才智不足，经常为周瑜、诸葛亮斗智施谋所戏弄，显出一副愚相，然而，《三国演义》和戏剧舞台，都是艺术创造，不是史实记载，从艺术角度看，可称生花妙笔，若从史学角度讲，可是历史的颠倒和歪曲。曾在历史风云变幻中活跃一时的鲁肃，他的心计绝不后人。《三国志》的作者陈寿赞他“建独断之明，出众人之表，实奇才也”。《吴书》说他“善谈论，能文属辞，思度弘远，有过人之明”（《鲁肃》传及裴注）。这才是史家的实录。」
- 尹韵公：「诸葛亮和鲁肃一样，都是三国时代最有眼光的杰出外交家。」
- 周思源：「鲁肃大智大勇、临危不惧、多谋善断、坦荡豪爽、能言善辩、堪称一代豪杰。」
- 易中天：「鲁肃是一个很侠义，很豪爽的人……而且鲁肃也是一个很有政治头脑的人。」
- 《鲁肃墓》[哪裡？]：「年少粗疏未可轻，榻边视画最分明。直将诸葛同心事，空被张昭识姓名。大业竟从身后定，丰碑自向墓前横。指因风义人争说，细故何能概一身。」[來源請求]

## 後世功過評論
《中國軍事通史:三國軍事史》引述孙权在反思中认为，鲁肃劝他出借荆州，导致刘备坐大，是鲁肃一短。
孫權與陸遜論周瑜、魯肅、呂蒙等人的時候評價到，魯肅勸他把荊州借給劉備，是魯肅的一個短處，實際上魯肅無法處理內務，對外只能說大話，自己聽過他在書信所說的話就算了，也不追究他的過失。
禚夢庵《三國志人物論集》提到魯肅雖為孫權重臣，但對劉備亦多迴護，認為他有意無意中扶持劉備。 日後联盟矛盾產生衝突，為荊州發生戰爭。張偉保對三國志點評提到魯肅不能阻止劉備和孫權為荊州開戰，主要是雙方的戰略部署中，荊州是一個必爭之地。。

## 人物相關
- 岳陽樓

孫權  與劉備爭奪荊州，大將魯肅率軍駐守戰略要地巴丘，在洞庭湖操練水軍，作為屯軍備戰的營壘。魯肅在瀕臨洞庭湖處，建造了檢閱水軍的閱軍樓，此即今岳陽樓前身。
- 龟山鲁肃墓

武汉汉阳龟山古称大别山，后因纪念鲁肃改为鲁山，到明朝才改成现在的名字。鲁肃墓原位于龟山南麓，1955年因修建长江大桥而迁至山腰的鼎园。

## 艺术形象

### 三國演義
- 三國演義，魯肅則是一個老實好人且思維愚慢的親劉派，在孫權下推舉諸葛瑾，協助諸葛亮說服孫權共同抗曹，不忍心周瑜陷害諸葛亮，多次幫助諸葛亮脫險（如草船借箭时提供船等）。之後，魯肅就被描繪成諸葛亮跟周瑜鬥智時的愚弄對象。在周瑜死後接替成為水軍大都督，單刀會談則不能達成，反被關羽要挾而離場。而他的逝世在書中只是借曹操收到情報作簡單描述。

### 動漫遊戲
- 真三國無雙系列/無雙OROCHI系列 （光榮公司開發，楠大典配音）
- 三國志
- 三國演義
- 《橫山光輝三國志》（橫山光輝）
- 《蒼天航路》（王欣太）
- 《火鳳燎原》（陳某）
- 《代号鸢》

### 影視作品
- 上海大中华百合影片公司電影《美人計》（1927年）：由史东山飾演魯肅。
- 香港麗的電視台電視劇《三國春秋》（1976年）：由陈曙光飾演魯肅。
- 亚洲电视（ATV）《諸葛亮》（1985年）：由宋邦桂飾演魯肅。
- 香港亞洲電視電視劇《諸葛亮》（1985年）：由李亨飾演魯肅。
- 中國太原电视台電視劇《關公》（1993年）：由张继钊飾演魯肅。
- 中國中央電視台電視劇《三國演義》（1994年）：由曹力、马玉良、宋邦桂飾演魯肅。
- 台灣華視電視劇《三國英雄傳之關公》（1996年）：由施羽飾演魯肅。
- 電影《一代枭雄曹操》（1999年）：由谷峰飾演魯肅。
- 中國電視劇《臥龍小諸葛》（2001年）：由于和偉飾演魯肅。
- 中国中央电视台电视剧《武圣关公》（2004年）：由金小平飾演魯肅。
- 電影《赤壁》（2008年）/電影《赤壁：決戰天下》：由侯勇飾演魯肅。
- 中國電視劇《三国》（2010年）：由霍青飾演魯肅。
- tvb電視劇《回到三国》（2012年）：由鄧永健飾演魯肅。
- 中國电视剧《武神赵子龙》（2016年）：由王坤飾演魯肅。
- 電影《新解釋·三國志》（2020年）：由半海一晃飾演魯肅。

## 延伸阅读
[在维基数据编辑]
 在维基文库阅读此作者作品（ 在维基共享资源阅览影像、分类）
 《三國志·卷54》，出自陳壽《三國志》
| 吳軍四大都督                 |
| ---------------------------- |
| 周瑜 \| 鲁肃 \| 吕蒙 \| 陸遜 |